# Kittisak Phomvongsa
Kittisak Phomvongsa (laotisch ກິດຕິສັກ ພົມວົງສາ; * 27. Juli 1999 in Khammouane) ist ein laotischer Fußballspieler.

## Karriere

### Verein
Kittisak Phomvongsa erlernte das Fußballspielen in der Universitätsmannschaft der Nationaluniversität. Seit 2018 steht er beim Young Elephants FC unter Vertrag. Der Verein aus der laotischen Hauptstadt Vientiane spielt in der ersten Liga des Landes, der Lao Premier League. 2020 und 2022 gewann er mit dem Verein den Lao FF Cup. Am Ende der Saison 2022 und 2023 wurde er mit den Elephants laotischer Meister.

### Nationalmannschaft
Kittisak Phomvongsa spielte 2018 zweimal in der laotischen U23-Nationalmannschaft. Hier kam er im Rahmen der Asian Games zum Einsatz.
Seit 2018 spielt er für die Nationalmannschaft von Laos. Bisher kam er auf drei Einsätze.

## Erfolge
Young Elephants FC
- Laotischer Meister: 2022, 2023
- Laotischer Pokalsieger: 2020, 2022